# Парфентьев, Николай Николаевич (математик)
Никола́й Никола́евич Парфе́нтьев (3 марта 1877, Казань — 22 января 1943, там же) — русский математик и педагог.

## Биография
Родился 3 марта 1877 года в Казани в дворянской семье военнослужащего. В 1866 году поступил в приготовительный класс Казанской 3-й классической гимназии, которую он окончил с золотой медалью в 1895 году. По окончании курса в гимназии в том же году поступил на математическое отделение физико-математического факультета Казанского университета. По окончании в 1899 году университетского курса, назначен преподавателем математики и физики в Самарскую женскую гимназию, где он пробыл полгода, а в 1900 году был оставлен при Казанском университете для приготовления к профессорскому званию по кафедре чистой математики.
Профессорским стипендиатом пробыл два года, до 1902 года будучи в то же время преподавателем математики в 3-й Казанской гимназии. В 1903 году Парфентьев сдал магистерский экзамен, тогда же им были прочитаны две пробные лекции, а с 1904 года зачислен в приват-доценты Казанского университета по кафедре чистой математики, открыв курс лекции по теории определителей.
Кроме преподавательской деятельности в Казанской 3-й гимназии, с 1903 года вел преподавание математики в Казанском Родионовском институте благородных девиц. Вскоре он защитил диссертацию по математическому анализу «Исследования по теории роста функций». Был редактором журнала «Известия КФМО» (Казанского физико-математического общества).
Парфентьев принимал участие в работе по организации конкурсов имени Лобачевского. В 1912 году за рецензирование работ ему была присуждена Золотая медаль Лобачевского. В 1930 году Николай Николаевич стал заведующим кафедрой механики, читал обширные курсы теории упругости и гидромеханики, создал новую лабораторию оптических методов. Скончался в Казани 22 января 1943 года.

## Семья
Супруга — Елизавета Петровна Александрова. Скончалась в 1942 году от тифа в Мекнесе. Сын Борис (фр. Boris Parfentieff; 1908—1981) — известный учёный в области исламского права. После революции проживал в Марокко, скончался на Корсике.
Дочь (возможно внучка) Нина Парфентьева 1931 или 1932 года рождения. Окончила казанскую школу № 15.
Братья: Дмитрий Николаевич (1892-08.01.1938), историк-античник; Лука Николаевич (ум. 1953), химик.

## Труды
- Лекции по избранным вопросам элементарной геометрии : С прил. мемуара Ванцеля: Исследование средств распознать, можно ли геометрическую задачу разрешить с помощью циркуля и линейки / Ф. Клейн; Пер. студента Н. Парфентьева; Под ред. прив.-доц. Д. М. Синцова Казань : Физ.-мат. о-во, 1898
- Идеи непрерывности и прерывности : (Речь, чит. в годич. заседании Физ.-мат. Казан. о-ва 20 марта 1905 г.) / Прив.-доц. Н. Парфентьев Казань : типо-лит. Имп. ун-та, 1905
- Теория определителей : Курс лекций, чит. студентам 1 курса Имп. Казан. ун-та / Н. Н. Парфентьев, прив.-доц. Казан. Имп. ун-та Казань : изд. студента Н. Н. Иовлева, 1905
- Сборник научно-популярных статей Пуанкаре, Гельмгольца, Кронекера и др. по основаниям арифметики : (Философия числа) / Под ред. прив.-доц. Н. Н. Парфентьева Казань : Студенч. мат. кружок при Казан. ун-те, 1906
- Роль идеи порядка в математике / Прив.-доц. Н. Парфентьев Казань : тип. Имп. ун-та, 1907
- Исследования по теории роста функций : [Дисс.] / [Соч.] Н. Парфентьева, прив.-доц. Имп. Казан. ун-та Казань : типо-лит. Имп. ун-та, 1910
- Отчет о результатах научной командировки приват-доцента Императорского Казанского университета Парфентьева Николая / [Прив.-доц. Н. Парфентьев] Казань : типо-лит. Имп. ун-та, 1910
- Краткое изложение доклада «О росте функций», сделанного 23-го октября в заседании Физ.-мат. общества / [Н. Парфентьев] [Казань] : типо-лит. Имп. Казан. унив., 1911
- Памяти профессора Ф. М. Суворова : (О его роли в вопр. преподавания математики в сред. учеб. заведениях Казан. учеб. окр.) / Н. Н. Парфентьев, прив.-доц. Имп. Казан. ун-та Казань : типо-лит. Имп. ун-та, 1911
- Особенные точки аналитической функции и рост функции вблизи них / Н. Н. Парфентьев Казань : типо-лит. Имп. ун-та, 1912
- Неопределенные интегралы : (Курс лекций, чит. г. г. студентам математикам Имп. Казан. ун-та осенью 1911 г.). Ч. 1- / Н. Н. Парфентьев, прив.-доц. Имп. Казан. ун-та 1912
- Несколько слов по поводу книги Л. Кутюра «Философские принципы математики». (Пер. с фр. под ред. П. С. Юшкевича). 1913 / [Проф. Н. Н. Парфентьев] [Казань] : типо-лит. Имп. Казан. ун-та, 1913
- Заметка по поводу интеграла Пуассона / [Проф. Н. Н. Парфентьев] [Казань] : типо-лит. Имп. Казан. ун-та, 1914
- Интегральная геометрия : Курс лекций, чит. студентам в 1913-14 учеб. г. / Н. Н. Парфентьев, проф. Имп. Казан. ун-та; Сост. студент А. И. Штейн Казань : изд. студентов, 1914
- Несколько слов о магических квадратах : (По поводу ст. г. И. Износкова, появившейся в Изв. Физ.-мат. о-ва в Казани, т. 20-1) / [Проф. Н. Н. Парфентьев] Казань : Типо-лит. Имп. ун-та, 1915
- Отзыв о работе прив.-доц. Новороссийского университета А. Д. Агура «Общая теория конечных непрерывных групп преобразований (основные теоремы)». (Одесса 1913) / [Соч.] Проф. Н. Н. Парфентьева в Казани Казань : Типо-лит. Имп. ун-та, 1915
- Памяти ординарного академика Н. Я. Сонина (род. 1846 [!9], ум. 14.II.1915) : (Науч. значение его работ — крит. этюд) / [Проф. Н. Н. Парфентьев] Казань : Типо-лит. Имп. ун-та, [1915]
- Некоторые соображения об одном идеальном неэвклидовом мире / Проф. Н. Н. Парфентьев Казань : Типо-лит. Имп. ун-та, 1916

## Адреса
- Арское поле, дача Новиковой[2].
- Муратовская улица, дом Аминева[2].